# Litchi chinensis
Il litchi o ciliegio della Cina (Litchi chinensis Sonn.) è una pianta della famiglia Sapindaceae, unica specie del genere Litchi.

È una pianta tropicale e subtropicale originaria della Cina meridionale e del sud-est asiatico, oggi coltivata in molte parti del mondo. Il frutto fresco ha una polpa bianca, delicata e profumata.
L'albero del litchi è un sempreverde che raggiunge i 10-20 metri d'altezza, e porta frutti che possono raggiungere i 5 centimetri di lunghezza e i 4 di larghezza. L'esterno del frutto presenta una buccia di un colore che va dal rosa al rosso, estremamente scabra. La buccia non è commestibile ma si può togliere con facilità. L'interno del frutto presenta uno strato di polpa dolce, bianca e traslucida. I litchi entrano a far parte di una ampia varietà di piatti e dessert e in Cina sono particolarmente popolari.
I litchi, oltre che in Cina, sono coltivati anche in Brasile, Thailandia, Vietnam, Giappone, Bangladesh, Madagascar e nell'India settentrionale. Anche Sudafrica e Stati Uniti hanno una produzione rilevante di questo frutto. Nel Mediterraneo con opportuni accorgimenti può sopravvivere solo nella fascia climatica del limone, preferendo di tale fascia la parte più calda: estese e produttive piantagioni esistono in Israele. In Italia ci sono alcune coltivazioni in Sicilia e in Calabria ma, data la temperatura, potrebbe sopravvivere anche in Sardegna, dove non geli.
Il litchi è coltivato da molto tempo, e il primo documento scritto che ne attesta la coltivazione risale al 1059.
La coltivazione è cominciata in un'area meridionale della Cina, in Malaysia e Vietnam. Alberi selvatici crescono ancora nella Cina meridionale e sull'isola di Hainan. Ci sono molte storie riguardo all'uso del frutto come prelibatezza alla corte imperiale cinese. Fu per la prima volta descritto e fatto conoscere a occidente nel 1782.

## Storia

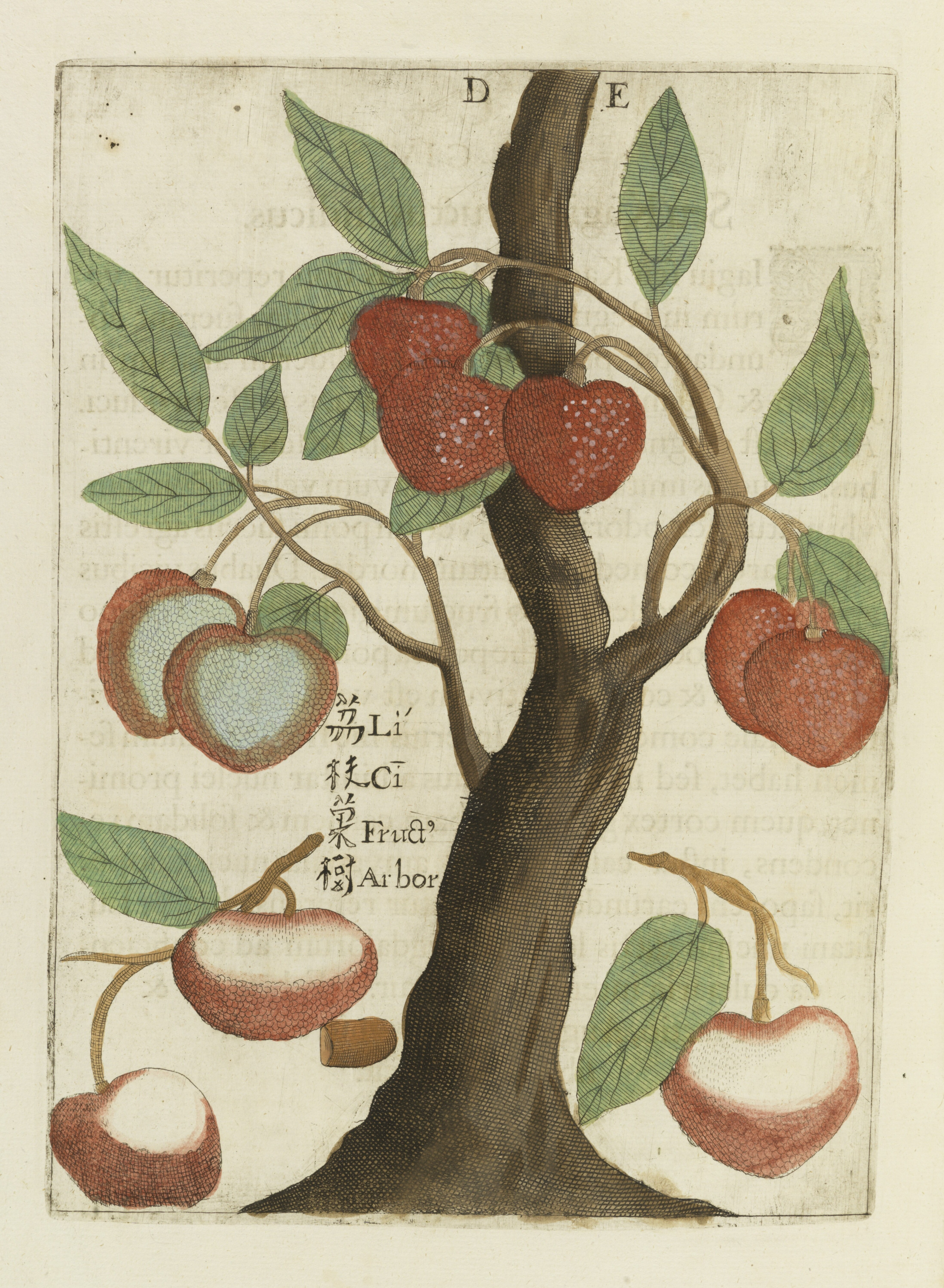
"荔枝果樹/Albero di Litchi" Flora Sinensis di Michael Boym (1657)

La coltivazione del Litchi è cominciata in Cina, Malesia, e Vietnam settentrionale. Alberi selvatici crescono ancora nella foresta pluviale della provincia di Guangdong e sull'isola Hainan. Documenti non ufficiali indicano il litchi come una pianta coltivata almeno dal 2000 a.C.
Nel primo secolo dopo Cristo, litchi freschi erano così richiesti dalla corte imperiale che fu istituito uno speciale servizio di corriere con cavalli veloci affinché portasse frutti freschi dal Guangdong. Ci fu una grande domanda di litchi anche durante la dinastia Song (960-1279), secondo Ts'ai Hsiang, nel suo Li chi pu (Trattato sui Litchi). Tale frutto era anche il preferito della favorita dell'imperatore Li Longji (Xuanzong), Yang Yuhuan (Yang Guifei). L'imperatore faceva trasportare i frutti alla capitale con grandissima spesa.
Il litchi ha attratto presto l'attenzione degli esploratori europei. Juan González de Mendoza nel suo La storia del grande e potente reame di Cina (1585), basato sui racconti dei frati spagnoli che avevano visitato la Cina negli anni 70 del 1500, lodò moltissimo questo frutto:
Il litchi fu descritto scientificamente da Pierre Sonnerat (1748–1814) al ritorno dal suo viaggio in Cina e nel sud-est asiatico. Fu allora che fu introdotto a Riunione nel 1764 da Joseph-François Charpentier de Cossigny de Palma. Fu in seguito portato anche in Madagascar che ne è diventato un importante produttore.

## Descrizione

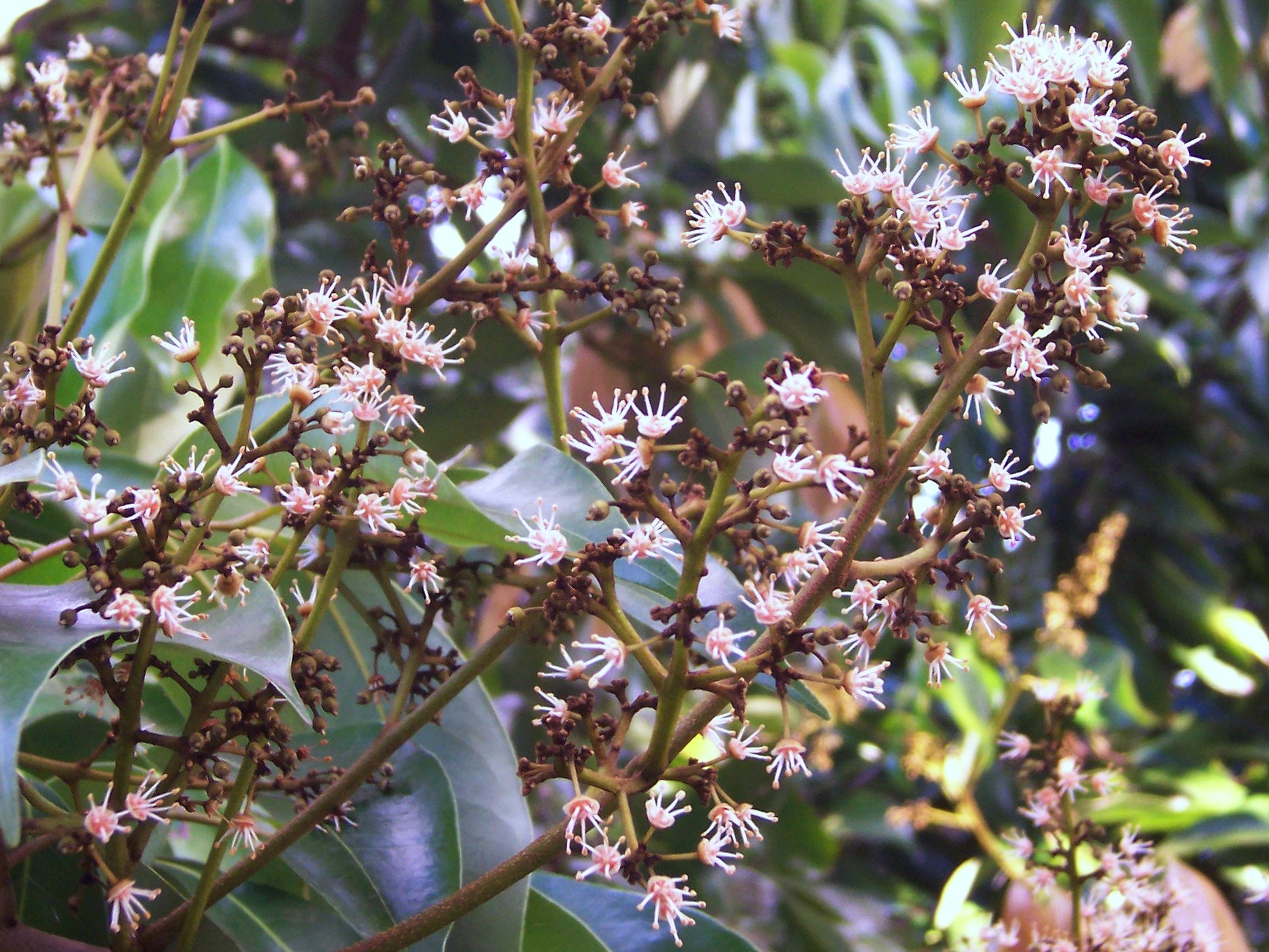
Fiori di Litchi chinensis

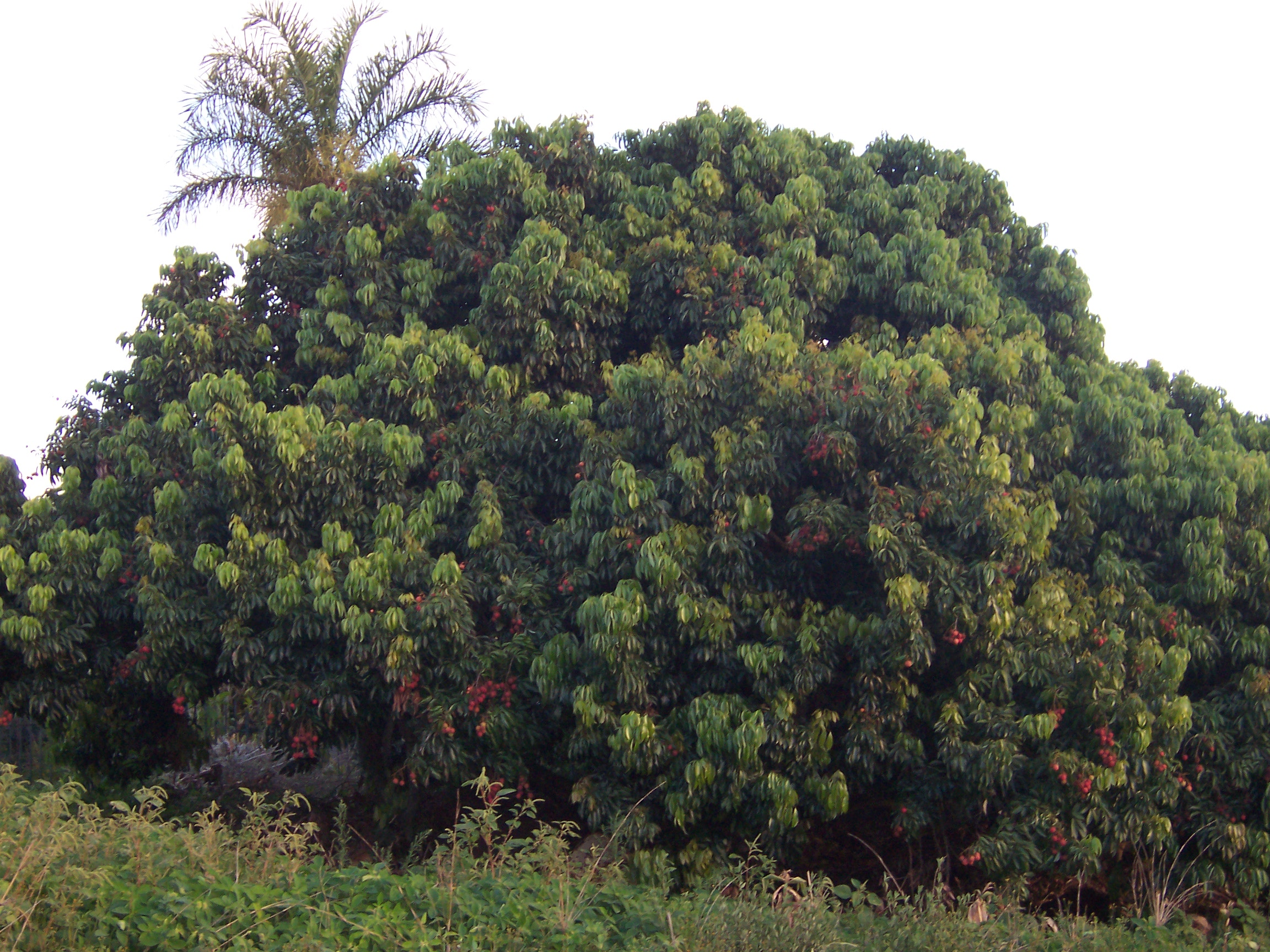
Albero di litchi

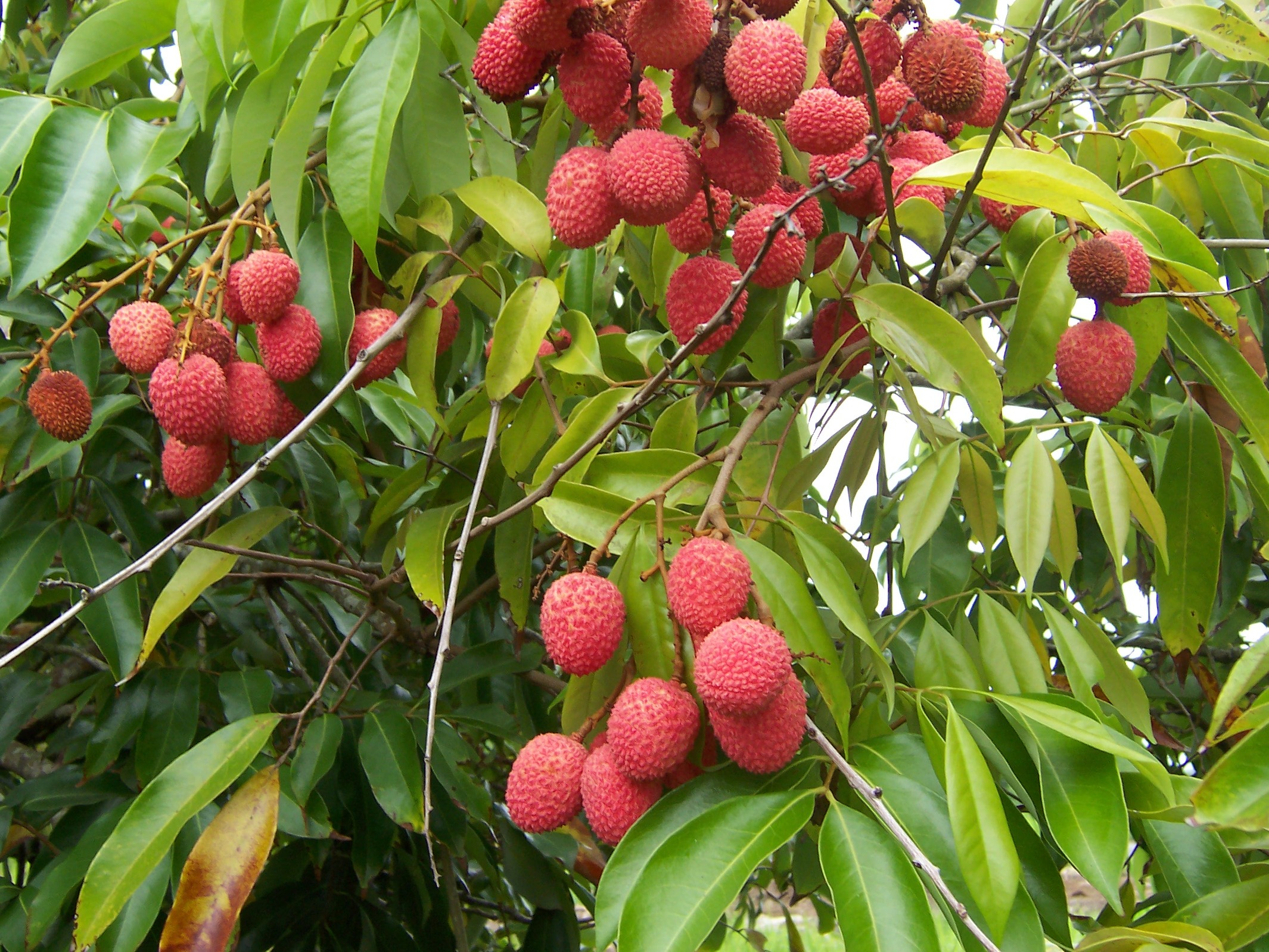
Frutti di Litchi chinensis

Litchi chinensis è un sempreverde che spesso è alto meno di 10 metri, sebbene talvolta superi i 15. La corteccia è grigio-nera, i rami marrone-rosso. Le foglie, composite, misurano tra 10 e 25 cm, a volte di più, con 2-4 paia di foglioline. I fiori spuntano su un'infiorescenza terminale, con molte pannocchie che spuntano sulla cresciuta dell'anno. Le pannocchie crescono in gruppi di 10 o più, raggiungendo una lunghezza di 40 centimetri o più, e portando centinaia di piccoli fiori bianchi, gialli o verdi, con un profumo caratteristico.
I frutti maturano in un tempo compreso tra gli 80 e i 112 giorni, a seconda del tempo, del clima e della cultivar. I frutti raggiungono dimensioni fino ai 5 centimetri di lunghezza i 5 di larghezza, con forme che variano dal rotondo, all'ovoide, ad una forma a cuore. La buccia, sottile ma non commestibile, è coperta di piccole protuberanze appuntite e all'inizio è verde ma con la maturazione diviene rossa o rosato-rossa. La buccia diviene marrone e secca se viene lasciata all'aria aperta dopo la raccolta. La parte carnosa e commestibile del frutto è un arillo, e circonda un seme unico ovale allungato, marrone scuro che ricorda quello delle nespole del Giappone. Il seme non è commestibile e raggiunge le dimensioni di 3,3 cm di lunghezza e dai 6 mm ad 1,2 cm di larghezza. Alcune cultivar producono un'alta percentuale di frutti con un seme abortito, molto più piccolo della norma, chiamato lingua di pollo. Questi frutti generalmente sono fatti pagare un prezzo maggiore, avendo una percentuale di polpa più alta.
La polpa del frutto ha un delicato profumo e sapore di uva moscato e rosa.

## Tassonomia
Litchi chinensis fu descritto dal naturalista francese Pierre Sonnerat nel suo Voyage aux Indes orientales et à la Chine, fait depuis 1774 jusqu'à 1781 (1782).
Ci sono tre sottospecie, riconoscibili dalla disposizione dei fiori, dallo spessore dei rami, dal frutto e dal numero degli stami.
- Litchi chinensis subsp. chinensis è l'unico litchi che ha importanza commerciale. Cresce selvatico nella Cina meridionale, in Bangladesh, nel Vietnam settentrionale, e in Cambogia. Ha rami sottili, i fiori hanno generalmente sei stami, i frutti sono lisci o con protuberanze fino a 2 millimetri.
- Litchi chinensis subsp. philippinensis (Radlk.) Leenh. È una pianta selvatica comune nelle Filippine e in Papua Nuova Guinea che viene coltivata solo raramente. Ha rami sottili, 6-7 stami, frutti ovali con protuberanze spinose lunghe fino a 3 mm.
- Litchi chinensis subsp. javensis. È conosciuta soltanto in coltivazione, in Malesia e Indonesia. Ha rami spessi, fiori con un numero di stami variabile da sette a undici, e frutti lisci con protuberanze fino ad 1 mm.[10]

### Cultivar

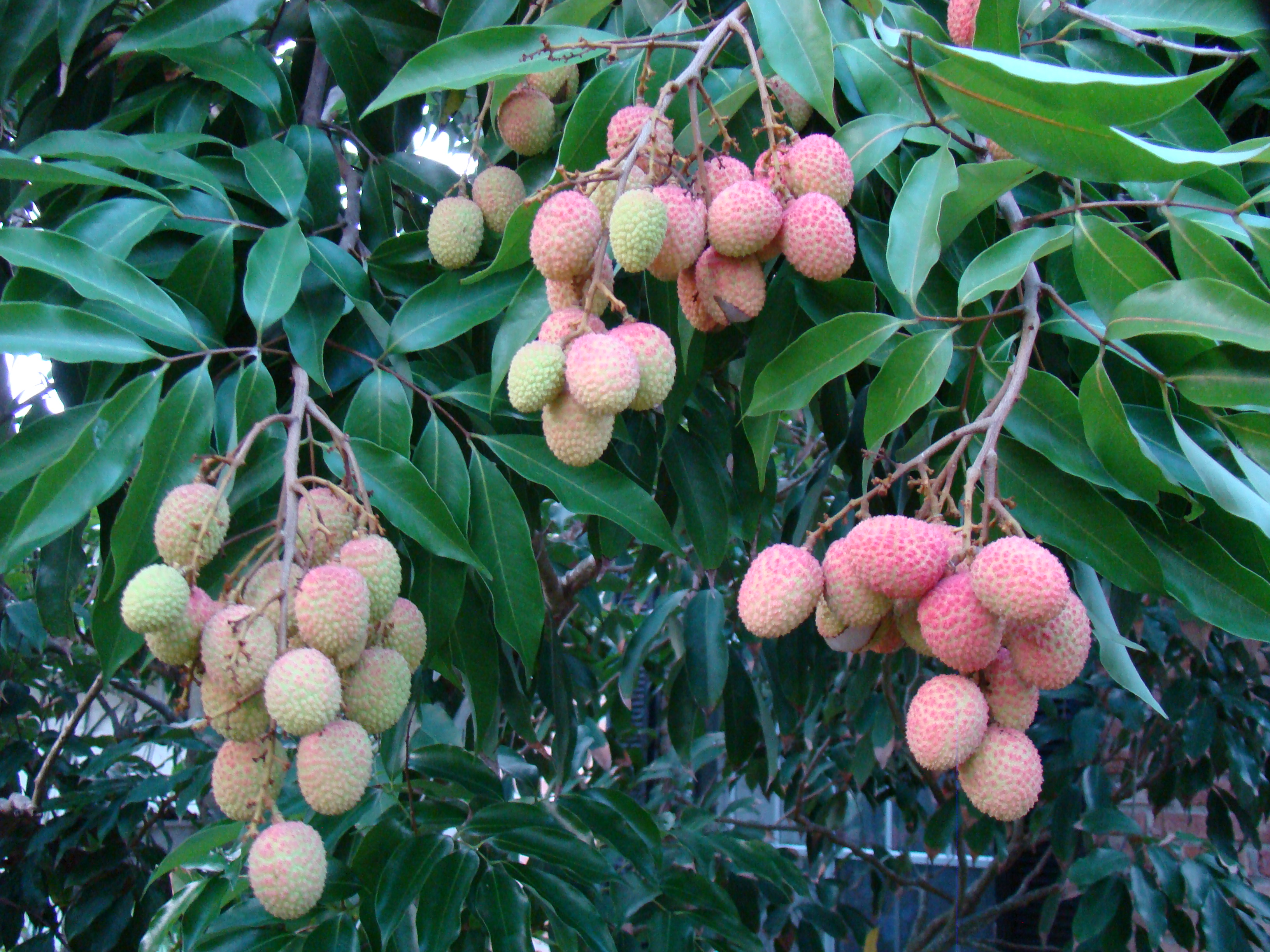
Frutti della cultivar 'Mauritius'

Ci sono moltissime cultivar di litchi, spesso con una confusione notevole in merito al loro nome e alla loro identificazione. Inoltre la stessa cultivar in climi distinti può produrre frutti assai diversi. Alcune cultivar poi hanno anche sinonimi diversi in diverse parti del mondo. Parte della difficoltà nell'attribuire un nome alle varietà di litchi comunque è imputabile alla trascrizione fonetica dei nomi delle cultivar cinesi, che per l'alfabeto latino non si presenta sempre semplice o univoca.
I paesi del sud est asiatico, assieme all'Australia, usano i nomi cinesi originali per la maggior parte delle cultivar, ma questo non accade ovunque. In India vengono coltivate più di una dozzina di cultivar diverse. In Sudafrica è coltivata principalmente la cultivar Mauritius. La maggior parte delle cultivar che si trovano negli stati uniti sono state importate dalla Cina, con l'eccezione della Groff, che è stata sviluppata alle Hawaii.
Le cultivar più popolari in Cina sono: Sanyuehong, Baitangying, Baila, Shuidong, Feizixiao, Dazou, Heiye, Nuomici, Guiwei, Huaizhi, Lanzhu, e Chenzi. In India tra le altre cultivar si coltiva anche la Shahi (che ha la più alta percentuale di polpa), Dehra Dun, Early Large Red, Kalkattia, Rose Scented.
In Italia le poche piante che si trovano in commercio appartengono generalmente ad una di queste varietà:
- Kway Mai Pink: È conosciuta anche come Bosworth 3. I frutti sono molto saporiti, anche se sono relativamente piccoli. La buccia è rosa. La produzione del frutto è regolare.
- Brewster: nota anche come Chen-Tze o Chenzi. Fu introdotta in Florida dalla Cina tra il 1903 e il 1906 da W.M. Brewster. Frutto grosso, a forma più o meno conica. I semi sono piuttosto grossi (in proporzione al frutto) e non formano spesso lingue di pollo[5]. La pianta tende a produrre irregolarmente, ad anni alterni.
- Sweetheart: Sweetheart è un marchio commerciale registrato per questa cultivar. La produzione di frutta di questa cultivar è regolare e abbondante. I frutti sono grandi e tutti con lingue di pollo.
- Tai-so: o Tai-tsao. È coltivata specialmente nei dintorni di Canton. Il frutto ha un colore rosso acceso mentre la polpa è soda, croccante e molto dolce. Il frutto gocciola succo quando si rompe la buccia. La maturazione del frutto è precoce[5].

## Coltivazione

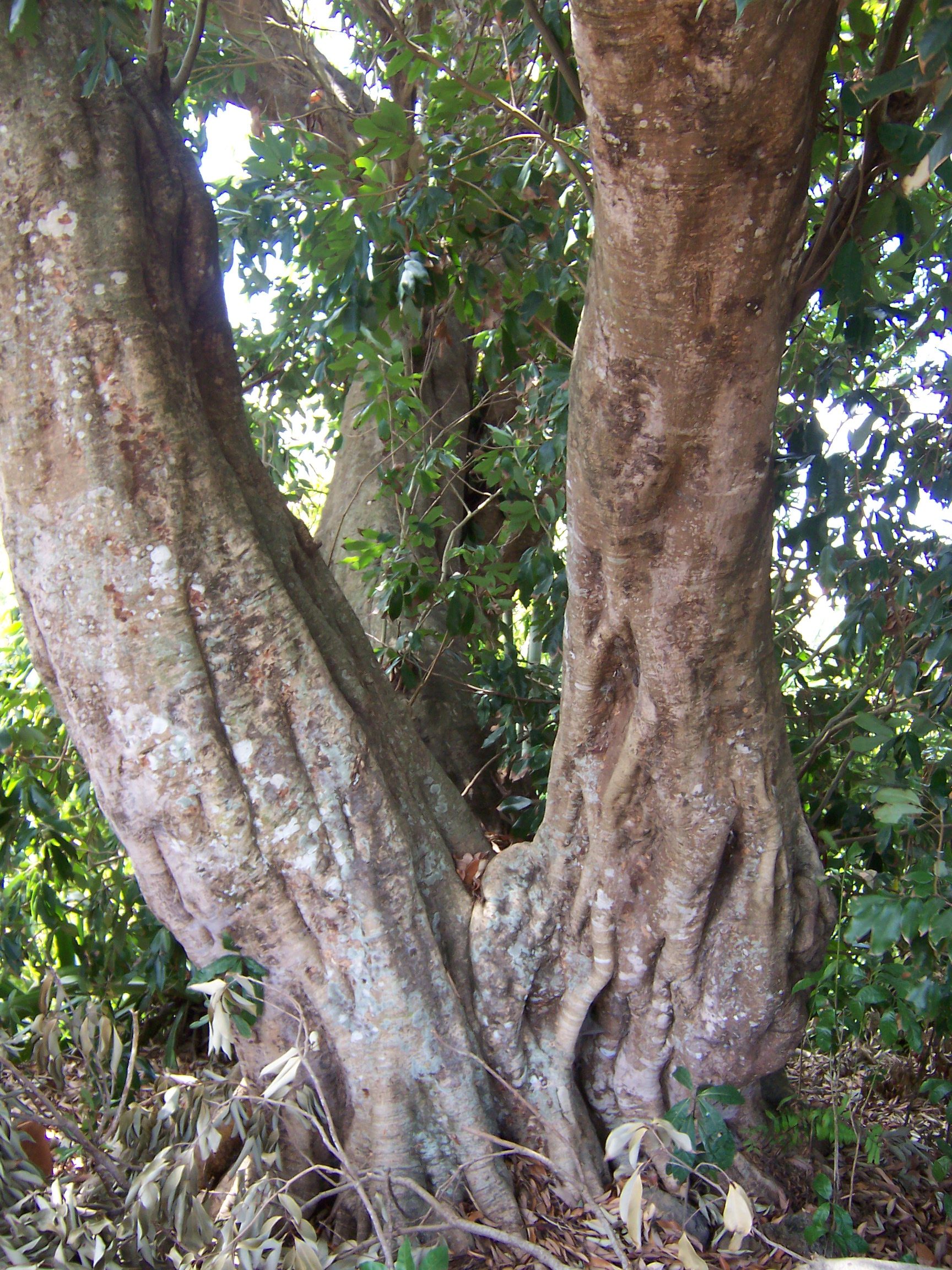
Tronco di litchi

I litchi sono coltivati abbondantemente in Cina e anche altrove, come in Brasile, Sud-Est Asiatico, Pakistan, Bangladesh, India, Giappone meridionale, e più recentemente in California, Hawaii, Texas, Florida, nelle aree più umide dell'Australia orientale, in Madagascar e nelle regioni sub tropicali del Sudafrica, in Israele e anche in Messico.
In Italia solo recentemente si assiste a timidi tentativi di coltivazione in Sicilia, nonostante la pianta possa crescere "a partire" dalle zone in cui è coltivato al meglio il limone, ...e con temperature superiori. In tal caso è ovvia la necessità di irrigazioni, dato il clima mediterraneo secco in estate.
La pianta richiede un clima tropicale o subtropicale, che sia caldo ma che presenti anche una stagione fredda senza gelate o con leggere gelate che non vadano sotto i -4 °C (pena la morte della pianta), e una estate calda, umida, piovosa.
In fase di fioritura è sensibile a sbalzi di temperatura ed umidità.
La crescita migliore si ha su terreni ricchi, profondi, ben drenati, abbondanti in materia organica (quindi non calcarei). Una ampia scelta di cultivar è disponibile, con varietà a fruttificazione precoce o tardiva, le prime più adatte a climi freddi, le ultime a climi più caldi. Dato l'aspetto della pianta non è strano vederla utilizzata come pianta ornamentale.
I litchi sono venduti generalmente nei mercati asiatici, ma negli ultimi anni è possibile vederli anche nei supermercati e nella grande distribuzione. La buccia diventa marrone scuro quando il frutto è refrigerato, ma il sapore non ne viene influenzato: la versione in scatola invece viene venduta per tutto l'anno, ma i frutti inscatolati perdono parte del loro profumo. Il frutto può essere seccato anche con la buccia intatta, e in tal caso diviene marrone scuro.
Secondo il folklore un litchi che non produce può essere cercinato, il che dovrebbe portare ad un aumento della fruttificazione.

### Riproduzione

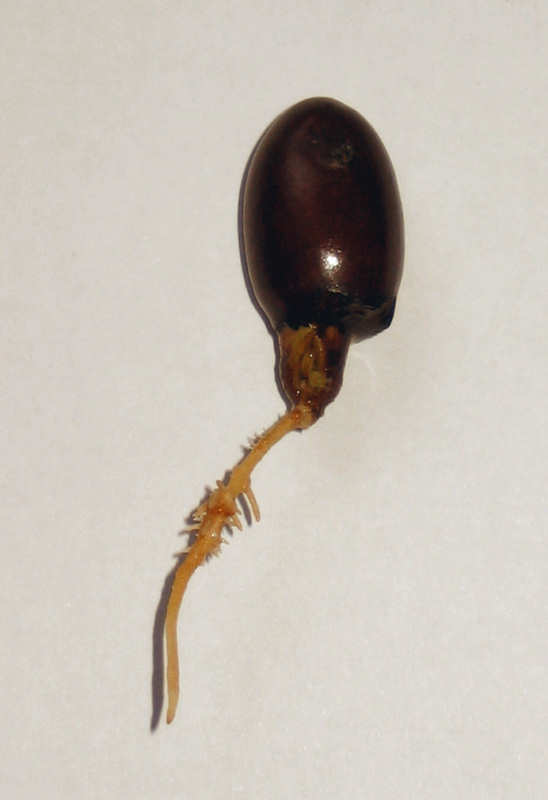
Seme di Litchi in germinazione con la sua radice (a 3 mesi dalla semina).

#### Seme
I litchi di norma non si riproducono da seme, salvo nel caso di una selezione mirata ad ottenere nuove varietà. Inoltre una caratteristica desiderabile di una cultivar è avere molti (possibilmente tutti) i semi sotto forma di lingue di pollo, quindi abortivi e non utilizzabili per la riproduzione.
Le piante nate da seme inoltre, in aggiunta al fatto ovvio di non mantenere le caratteristiche delle piante madri, e ad avere la possibilità di frutti di qualità più scadente, richiedono molti anni per cominciare a fruttificare. Un'attesa di 20 anni tra la semina e la prima fruttificazione è normale, ma a volte passano anche 35 anni. Tutti questi limiti rendono la riproduzione da seme un pessimo modo per propagare i litchi.

#### Talea
Le talee di litchi possono attecchire, ma l'attecchimento non è semplice. Generalmente le talee per avere percentuali alte di attecchimento richiedono una nebulizzazione continuativa con appositi macchinari mentre vengono coltivate in pieno sole e concimate adeguatamente.

#### Innesto
L'innesto del litchi è particolarmente difficile. Il cambio si attiva contemporaneamente su tutta la superficie del tronco solo per un brevissimo tempo. È sempre stata considerata una pianta estremamente difficile da innestare, indipendentemente dal metodo scelto. I risultati migliori si sono avuti usando semenzali particolarmente giovani.

#### Margotta
La margotta è il metodo principale attraverso il quale vengono riprodotte le piante di litchi. È praticato da secoli: nella sua versione più antica si realizza cercinando un ramo e lasciandolo a guarire uno o due giorni, per poi applicare un impacco di fango e paglia al punto dove è stata praticata la cercinatura. L'impacco viene fasciato da un sacco e si provvede a tenerlo umido per un centinaio di giorni con annaffiature regolari. Dopo questi giorni se il ramo ha formato radici si recide e si pianta.
Le margotte moderne hanno sostituito al fango e alla paglia lo sfagno e ai sacchi la plastica: in questo modo si accorciano anche i tempi necessari all'emissione di radici (rendendo necessarie solo sei settimane). I rami migliori per la formazione delle radici sono, secondo uno studio messicano, quelli con un diametro compreso tra 15 e 20 mm, esposti al sole. È comunque possibile prelevare rami grossi fino a 10 cm di diametro.
Le margotte dopo essere state distaccate dall'albero richiedono un periodo più o meno lungo di ricovero in un ambiente ombroso e umido fino a che l'apparato radicale non sia ben sviluppato. Una volta che questo sia accaduto, comunque, le piante reagiscono bene, cominciando a produrre dai 2 ai 5 anni dopo il distacco dalla pianta madre, raggiungendo il massimo della produzione dopo 20-40 anni e producendo abbondantemente per oltre un secolo.

## Proprietà nutrizionali

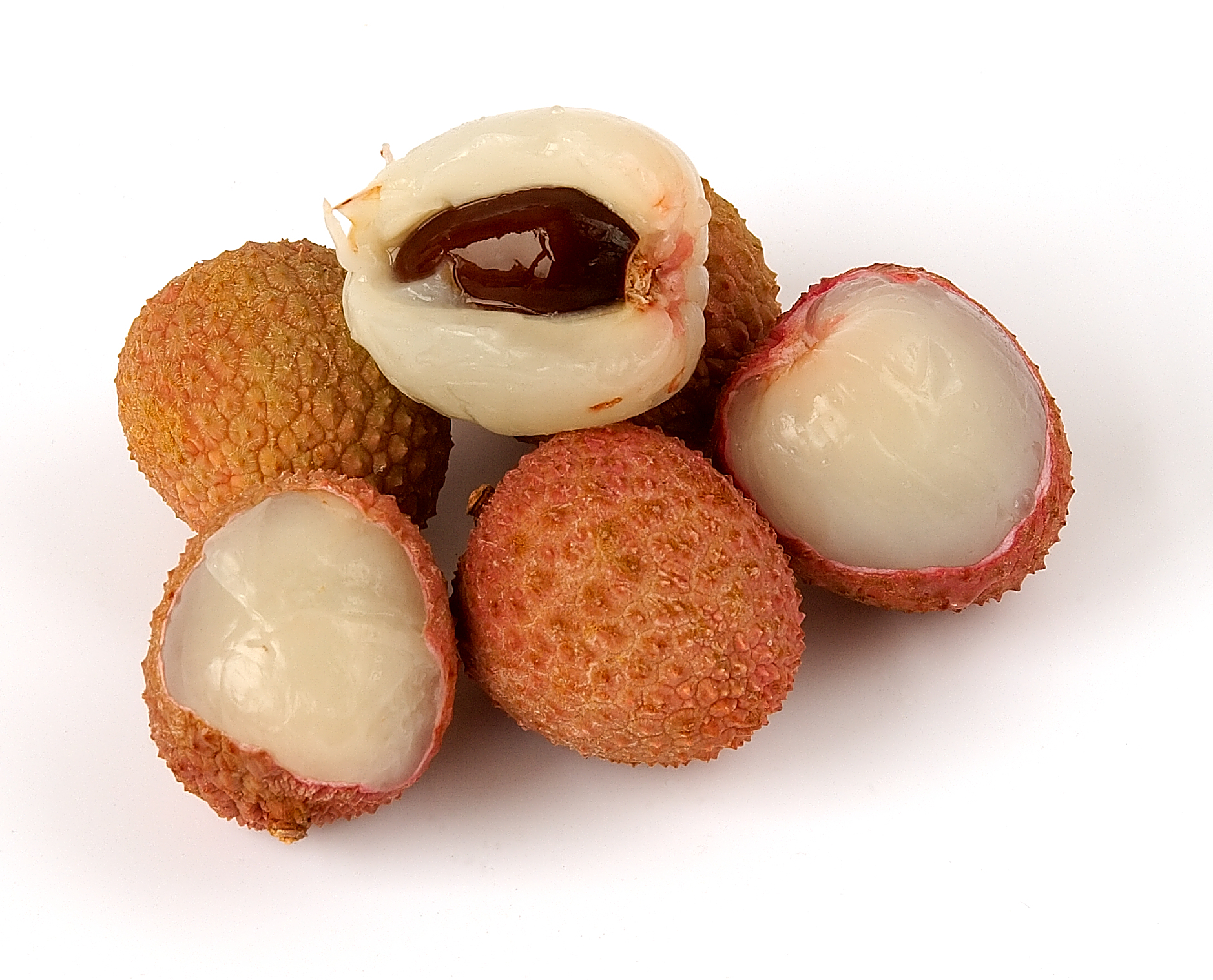
Litchi, frutti interi, sbucciati e sezionati

Valore calorico: 55-60 calorie per 100 grammi.
Il litchi contiene in media 72 mg di vitamina C in 100 grammi di frutta. In media nove litchi bastano per soddisfare il fabbisogno quotidiano di vitamina C di un uomo adulto.
Una tazza piena di litchi fornisce, tra le altre cose il 14% del fabbisogno quotidiano di rame, il 9% di fosforo, e il 6% di potassio per una dieta di 2000 chilocalorie.
Come molti alimenti vegetali i litchi hanno pochi grassi saturi, poco sodio e sono completamente privi di colesterolo. I litchi hanno una quantità moderata di polifenoli, comunque maggiore, secondo uno studio francese, di molti altri frutti analizzati. La maggior parte dei polifenoli comunque tende a deteriorarsi col passare del tempo, quindi è meglio consumare il frutto il prima possibile.
Nella medicina tradizionale cinese il litchi è un frutto con proprietà calde e si sostiene che un eccessivo consumo di litchi possa, in casi estremi, portare a svenimenti o eruzioni cutanee.

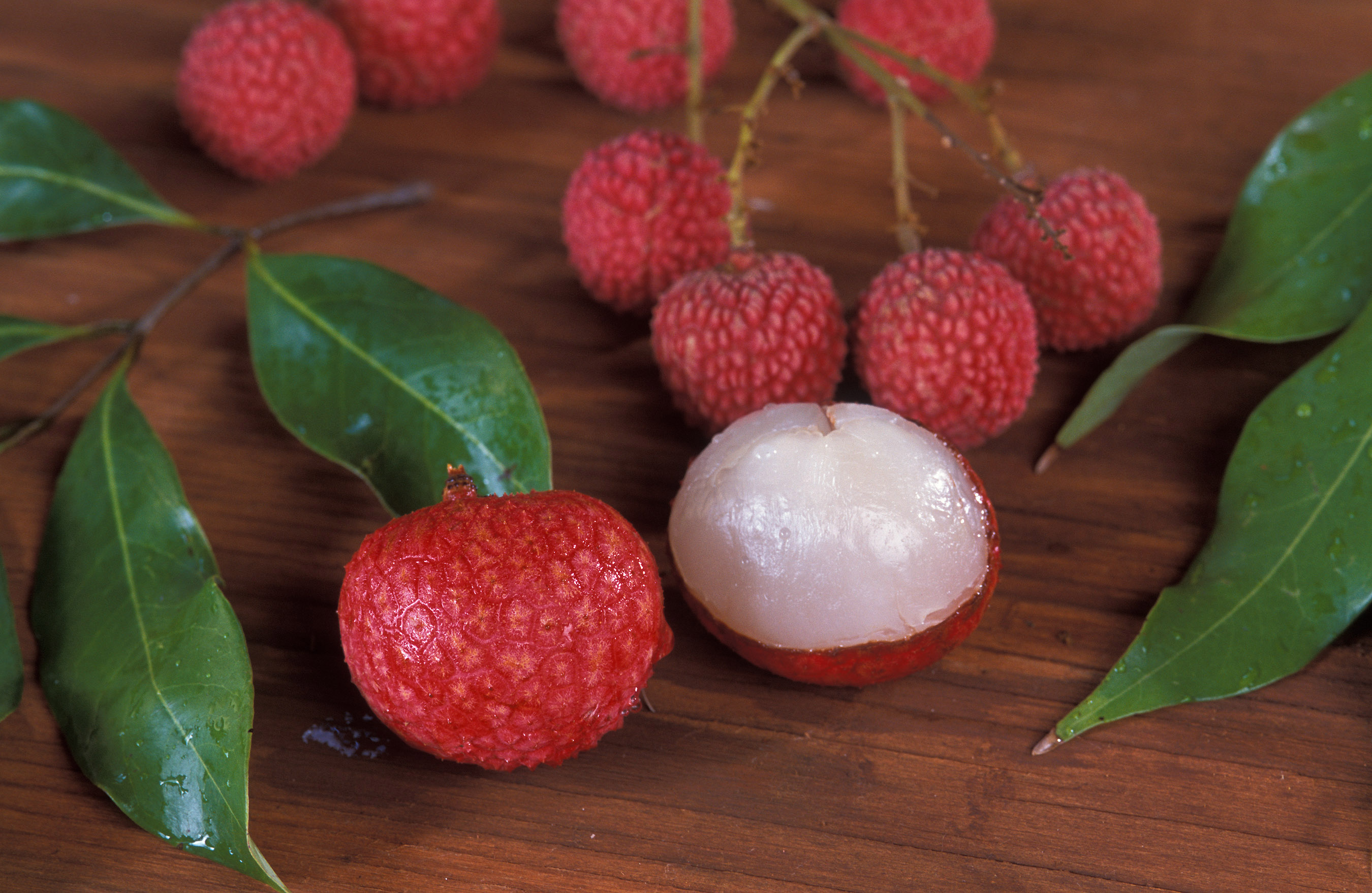
Litchi chinensis

## Usi
Per gustarne a pieno il sapore il frutto può essere consumato fresco al naturale. Comunque si adatta anche molto bene a numerose ricette, con macedonia, aggiunto ai cocktail di spumante o rum, in sorbetti.